# Nika Ožegović
Nika Ožegović (* 21. Mai 1985 in Zagreb, Jugoslawien) ist eine ehemalige kroatische Tennisspielerin.

## Karriere
Ožegović, die am liebsten auf Hartplätzen spielte, begann im Alter von acht Jahren mit dem Tennis.
Sie gewann während ihrer Karriere fünf Einzel- und drei Doppeltitel des ITF Women’s Circuits. Auf der WTA Tour sah man sie erstmals im Hauptfeld bei den Gaz de France Budapest Grand Prix 2007, gemeinsam mit Andreja Klepač im Doppel. Hier verloren sie ihr Erstrundenmatch gegen Marija Kirilenko/Jelena Lichowzewa mit 2:6 und 3:6.
Zwischen 2005 und 2008 bestritt Ožegović in vier Begegnungen sieben Spiele für die Kroatische Fed-Cup-Mannschaft, wo sie von sechs Einzeln zwei gewann und ein Doppel verlor.

## Turniersiege

### Einzel
| Nr. | Datum        | Turnier   | Kategorie   | Belag             | Finalgegnerin             | Ergebnis       |
| --- | ------------ | --------- | ----------- | ----------------- | ------------------------- | -------------- |
| 1.  | März 2003    | Athen     | ITF $10.000 | Sand              | Lourdes Pascual-Rodriguez | 6:74, 6:0, 6:2 |
| 2.  | August 2003  | Maribor   | ITF $10.000 | Sand              | Lucie Kriegsmannová       | 6:0, 6:1       |
| 3.  | Februar 2005 | Redbridge | ITF $25.000 | Hartplatz (Halle) | Elena Baltache            | 6:0, 6:3       |
| 4.  | Februar 2007 | Stockholm | ITF $25.000 | Hartplatz (Halle) | Virginie Pichet           | 6:2, 6:2       |
| 5.  | Juni 2008    | Padova    | ITF $25.000 | Sand              | Xenija Palkina            | 7:5, 6:3       |

### Doppel
| 1. | September 2005 | Madrid | ITF $25.000 | Hartplatz | Andreja Klepač | Kelly Liggan Seda Noorlander      | 6:3, 6:3 |
| 2. | Juli 2006      | Rom    | ITF $25.000 | Sand      | Matea Mezak    | Darija Jurak Kyra Nagy            | 6:2, 6:3 |
| 3. | September 2006 | Sofia  | ITF $25.000 | Sand      | Matea Mezak    | Danica Krstajić Maša Zec Peškirič | 6:4, 6:3 |

## Abschneiden bei Grand-Slam-Turnieren

### Einzel
| Turnier         | 2007 | Karriere |
| --------------- | ---- | -------- |
| Australian Open | —    | —        |
| French Open     | —    | —        |
| Wimbledon       | 2    | 2        |
| US Open         | —    | —        |